# Московский цензурный комитет
Московский Цензу́рный комитет — комитет, созданный при Министерстве народного просвещения в Москве.
В 1796 году Екатерина II приняла решение об учреждении института цензуры и, согласно последовавшему указу, были созданы «цензуры» — в Петербурге и Москве; затем — в Риге, Одессе и при Радзивиловской таможне. Первыми московскими цензорами стали А. А. Прокопович-Антонский, Д. Стратинович, иеромонах Владимир.
Цензурным уставом 1804 года был учреждён Московский цензурный комитет, который через попечителя Московского учебного округа подчинялся Главному управлению училищ Министерства народного просвещения. Председателями комитета учреждались ректоры Московского университета. Цензорами становились деканы университета, каждый из которых рассматривал сочинения, относившиеся к его отделению. Московский цензурный комитет состоял из четырёх членов. Контролю подлежали сочинения и книги, издававшиеся в учебном округе и получаемые из-за границы. Московская духовная цензура находилась в ведении Синода. В конце 1810-х — начале 1820-х гг. иностранную цензуру в стране стал осуществлять цензурный комитет при Министерстве полиции. В 1820—1826 годах известным московским цензором был А. Ф. Мерзляков.
В рамках цензурной реформы в 1826 году был принят новый устав, по которому создавались Главный цензурный комитет в Петербурге и местные цензурные комитеты — в Москве, Дерпте и Вильно. Главный цензурный комитет подчинялся непосредственно министру, остальные — попечителям учебных округов. Таким образом московский цензурный комитет выделился в автономную от Московского университета структуру, а его председателями становились попечители округа.
Московский цензурный комитет был образован только летом 1827 года; председателем с 31 октября 1827 года был назначен С. Т. Аксаков, осенью 1827 года в его состав вошли С. Н. Глинка и В. В. Измайлов — это были лично знакомые министру просвещения А. С. Шишкову люди.
Московские цензоры активно применяли, по предложению С. Н. Глинки, приём «совещательной» цензуры; это была система не столько контроля, сколько защиты литературы. В результате в Москве создалась ситуация, когда были открыты новые журналы : «Атеней» М. Г. Павлова, «Московский вестник» М. Н. Погодина, «Московский телеграф» Н. А. Полевого, «Русский зритель» П. Д. Ознобишина.
22 апреля 1828 года был принят новый цензурный устав и московский цензурный комитет, как и все другие, стал контролироваться Главным управлением цензуры. Попечитель Московского учебного округа занял в цензурном комитете место председателя, что, по мнению правительства, способствовало устранению самостоятельности в поведении цензоров. Три места было отдано университетским профессорам. В это время он стал состоять из председателя и четырёх цензоров, двое из которых были сторонние. Из прежних цензоров Главное управление цензуры оставило в комитете  Измайлова и Глинку, приняв во внимание «недостаточность» их состояния, «многочисленность семейства» и преклонный возраст .
При министре просвещения С. С. Уварове (1833—1848) большинство цензорских должностей получили университетские преподаватели; были закрыты по цензурным соображениям ряд журналов, а за оставшимися усилен надзор. В этот период, помимо И. М. Снегирёва цензорами были назначены профессора П. С. Щепкин, М. Т. Каченовский, С. И. Баршев, Н. Е. Зернов, В. Н. Лешков. Цензоры-профессора использовали приём своих предшественников — «совещательной цензуры»; приспособившись к условиям, продиктованным властью, они минимизировали последствия ограничений, вводимых в эти годы, что выразилось в следующих результатах: процент запрещений, произведенных московским цензурным комитетом, снизился с 9% (1833—1836) до 2% (в 1840-е); по инициативе цензуры в Москве фактически было закрыто 2 журнала, а открыто — 17, запрещено только 11 статей и 210 книг, а разрешено — 5800.
В период 1848—1854 годов контроль над деятельностью московского цензурного комитета в значительной мере перешёл от министра народного просвещения к Негласному комитету «2 апреля 1848 г.» (Бутурлинский комитет), что выразилось в потоке мелочных циркулярных предписаний и замечаний. Чтобы снять с себя ответственность, цензоры были вынуждены предугадывать, как та или иная публикация, может быть истолкована во властных кругах, ведь гнев начальства вызывал не только явный смысл, но даже самый невинный намек, скрытый в отдельной фразе или предложении. В 1849 году цензором был назначен В. В. Львов; он пропускал в печать то, что другие запрещали, за что неоднократно имел строгие выговоры. В 1852 — М. Н. Похвиснев. В результате цензурного давления «сверху», в этот период московской цензорой из 3675 сочинений по разным предлогам не было допущено к печати 406.
26 мая 1856 года вступил в должность председателя Московского цензурного комитета Е. П. Ковалевский. В числе московских цензоров в 1856 году были П. И. Капнист и Н. П. Гиляров-Платонов; с 1859 года — И. В. Росковшенко; в 1858 году сторонним цензором Московского цензурного комитета стал В. П. Флеров (1799—1874).
В 1858 году для «усиления» московского цензурного комитета был назначен ещё один чиновник.
С 1860 года попечители московского учебного округа перестали быть одновременно и председателями московского цензурного комитета. По штату 1860 года московский комитет состоял из председателя и 5 цензоров.
В 1860 году председателем был назначен М. П. Щербинин; с 1865 года — Н. П. Мансуров и уже с 16 марта 1866 года — И. В. Росковшенко; в течение 1879—1882 годов — Е. А. Кожухов; в 1882—1895 годах — В. Я. Фёдоров. Под его председательством 9 ноября 1883 года состоялось заседание комитета, где рассказ Чехова «В море» был оценён следующим образом: 

В море, перевод с английского. Ужасный рассказ про пастора, который продает на 1-ю ночь свою новобрачную богатому банкиру, и про двух матросов, отца и сына, которые вместе приготовляют себе в стенке отверстие, чтобы смотреть на дела этой ночи
— Шалость (ЦГИА, Ф. 31, оп. 3, ед. хр. 2174, лл. 208—210)
В период 1895—1909 годов председателем был В. В. Назаревский.
С 1862 года начал с наблюдения за типографиями, литографиями и книжной торговлей в Москве в управлении московского обер-полицмейстера, З. М. Мсерианц.
Из примечательных сотрудников комитета на рубеже XIX—XX веков:
Шесть лет (1880—1886) прослужил в московском цензурном комитете К. Н. Леонтьев.
В конце XIX века в Москве цензорами трудился П. Е. Астафьев и Н. В. Шаховской; в начале XX века — А. А. Венкстерн.
По апрель 1917 года последним председателем московского цензурного комитета был А. А. Сидоров.